# Olympiade d'échecs de 1998

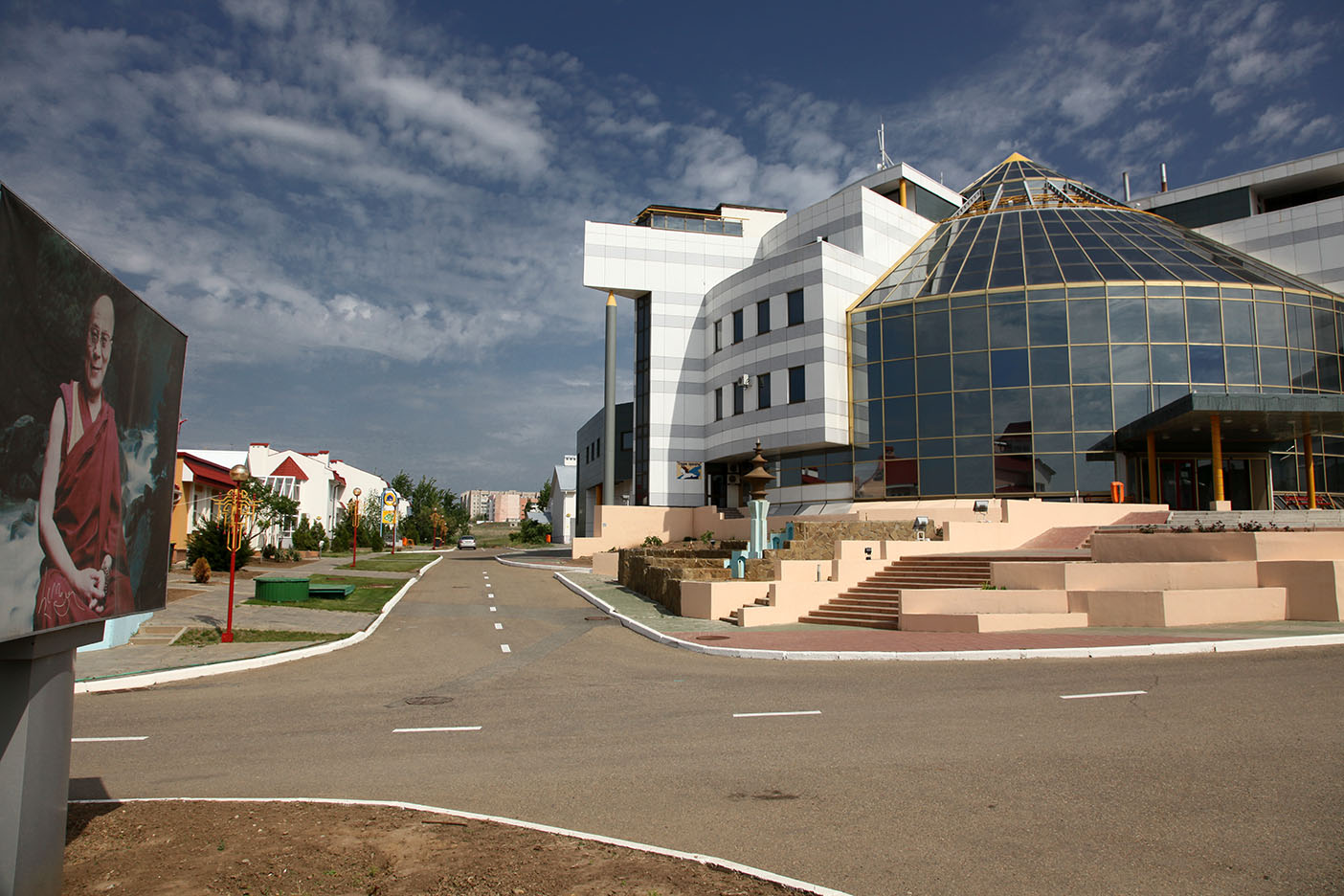
Photographie du bâtiment principal du complexe d'échecs d'Elista dans la république de Kalmoukie, en Russie.

L'Olympiade d'échecs de 1998 est une compétition mondiale par équipes et par pays organisée par la FIDE. Les pays s'affrontent sur 4 échiquiers par équipe de 6 joueurs (4 titulaires et 2 suppléants). Les équipes féminines ont 4 joueuses sur 3 échiquiers. 
Cette 33e Olympiade s'est déroulée du 26 septembre au 13 octobre 1998 à Elista, capitale de la république autonome russe de Kalmoukie dont le président, Kirsan Ilioumjinov, est également président de la FIDE. 
Le bâtiment destiné à accueillir la manifestation n'est pas livré le jour de l'ouverture et la compétition démarre avec deux jours de retard. la FIDE décide alors de supprimer la dernière ronde. La compétition est aussi troublée par des allégations (non confirmées) d'une participation de Ilioumjinov à l'assassinat de la journaliste Larissa Youdina, directrice de l'unique journal d'opposition et dont le corps avait été retrouvé sans vie quelques mois plus tôt.
Les points ne sont pas attribués au regard des résultats des matches inter-nations, mais en fonction des résultats individuels sur chaque échiquier (un point par partie gagnée, un demi-point pour une nulle, zéro point pour une défaite).

## Tournoi masculin

### Contexte
Cette Olympiade réunit 107 nations, auxquelles s'ajoutent les équipes B, C et D de la Russie, les deux dernières représentant en fait la Kalmoukie. Les trois meilleurs joueurs russes sont absents : Kasparov, Karpov et Kramnik.
La compétition se déroule en poule unique sur 14 rondes (13 en l'occurrence) selon le système suisse.

### Résultats
| Classement final |            |      |
| 1er              | Russie A   | 35,5 |
| 2e               | États-Unis | 34,5 |
| 3e               | Ukraine    | 32,5 |
| 4e               | Israël     | 32,5 |
| 5e               | Chine      | 31,5 |

La France se classe 26e avec 28,5 points. La Belgique est 54e avec 26,5 points.
L'Ukraine prend la médaille de bronze grâce au système de départage Buchholz.

### Participants individuels
- Pour la Russie A : Svidler, Roublevski, Bareïev, Morozevitch, Zviaguintsev, Sakaeïv.
- Pour les États-Unis : Yermolinsky, Shabalov, Seirawan, Gulko, de Firmian, Kaidanov.
- Pour l'Ukraine : Ivantchouk, Onischuk, Romanichine, Malaniouk, S. Savtchenko, Ponomariov.
- Pour la France : Lautier, Dorfman, Bacrot, Vaïsser, Marciano, Hauchard.
- Pour la Belgique : Dutreeuw, Geenen, Ahn, Meessen, Mohandesi, Maes.

La Turkmène Mähri Geldiýewa remporte la médaille d'or au premier échiquier.

## Tournoi féminin
70 nations sont présentes, plus les équipes de Russie B et C.
La compétition se déroule en poule unique sur 14 rondes (13 en l'occurrence) selon le système suisse.
| Classement final |          |    |
| 1er              | Chine    | 29 |
| 2e               | Russie A | 27 |
| 3e               | Géorgie  | 27 |

La France termine 27e avec 21 points.
La Chine (Xie Jun, Zhu Chen, Wang Pin et Wang Lei) obtient son premier trophée. La Russie A (Matveïeva, Kovalevskaïa, Choumiakina et Stepovaîa) et la Géorgie (Tchibourdanidzé, Iosseliani, Arakhamia-Grant et Khourtsidzé) sont départagées par le système Buchholz (295 contre 289,5).